# Gregorio Delgado García
Gregorio Delgado García (n. 30 de septiembre de 1933) es un médico e historiador de salud pública cubano.

## Estudios
Bachiller en Ciencias del Instituto de Segunda Enseñanza de Güines. Doctor en Medicina de la Universidad de La Habana. Especialista de Primer Grado en Microbiología con tesis “Diagnóstico Inmunológico de la Toxoplasmosis” recomendada su publicación (se publicó en tres artículos). Especialista de Segundo Grado en Microbiología. Ha recibido 42 cursos de postgrados. Es graduado en inglés por la academia “A. Lincoln”. Es miembro de la Junta de Gobierno de la Sociedad Cubana de Microbiología y Parasitología.

## Biografía
Melenero de pura cepa, nieto de farmacéutico, hijo de historiador y esposo de enfermera, llegó al Dispensario de Oro de Guisa, en la Sierra Maestra, en 1964, para iniciar el cumplimiento de su Servicio Rural. De allí fue a Maffo, más tarde asumió la dirección del hospital de Jiguaní y finalmente fundó el Hospital Carlos Manuel de Céspedes. Había ido por un año a Oriente y permaneció durante seis.
A su regreso a la capital comenzó a cursar la especialidad de Microbiología. En 1972, ya con el título de especialista, fue nombrado Historiador de Salud Pública. A partir de ese momento compartió su trabajo en el
Hospital Diez de Octubre, como docente, y su quehacer como historiador.
Fundó la Cátedra de Historia de la Salud Pública, en el desaparecido Instituto de Desarrollo de la Salud, que posteriormente fuera la Facultad de Salud Pública y hoy es la Escuela Nacional de Salud Pública, donde imparte clases de postgrado.
Su trabajo como investigador lo realiza en la casona de la Calzada de El Cerro, donde radica actualmente la Oficina del Historiador de Salud Pública. Allí trabaja afanosamente para poder editar los números de los Cuadernos, publicación fundada por su maestro, César Expósito, a quien permanece siempre fiel en el recuerdo.
Con su paso ágil de joven andante se mueve entre la rica biblioteca personal, en su casa de El Vedado, heredada de su padre, el ilustre historiador de Melena del Sur, Gregorio Delgado Fernández, la biblioteca de la Oficina del Historiador de Salud Pública, en el Cerro, y el archivo de la Universidad de La Habana, donde tiene la posibilidad de acceder a los expedientes académicos de todos los médicos y estomatólogos graduados en Cuba.
De su fructífera obra no puede dejar de destacarse su monografía La doctrina Finlaísta, con la que obtuvo el Premio de la Academia de Ciencias de Cuba del año 1981, aunque de la obra que dice sentirse más orgulloso es la Historia de la enseñanza superior de la medicina en Cuba de 1726 a 1900. Es además autor de 19 libros, 13 folletos y más de 250 artículos y ensayos. En 1997 recibió el Premio Nacional de Salud Pública, en la modalidad de libro.
En la actualidad es vicepresidente de las Sociedades Cubanas de Historia de la Medicina y de Historia de la Ciencia y la Tecnología. Es miembro de las Sociedades de Historia de la Medicina de Bulgaria, Bolivia, Seattle, EUA, entre otras. Es profesor invitado del Departamento de Historia y Filosofía de la Medicina de la Universidad Nacional Autónoma de México.